# Sint-Elisabethgasthuis (Antwerpen)

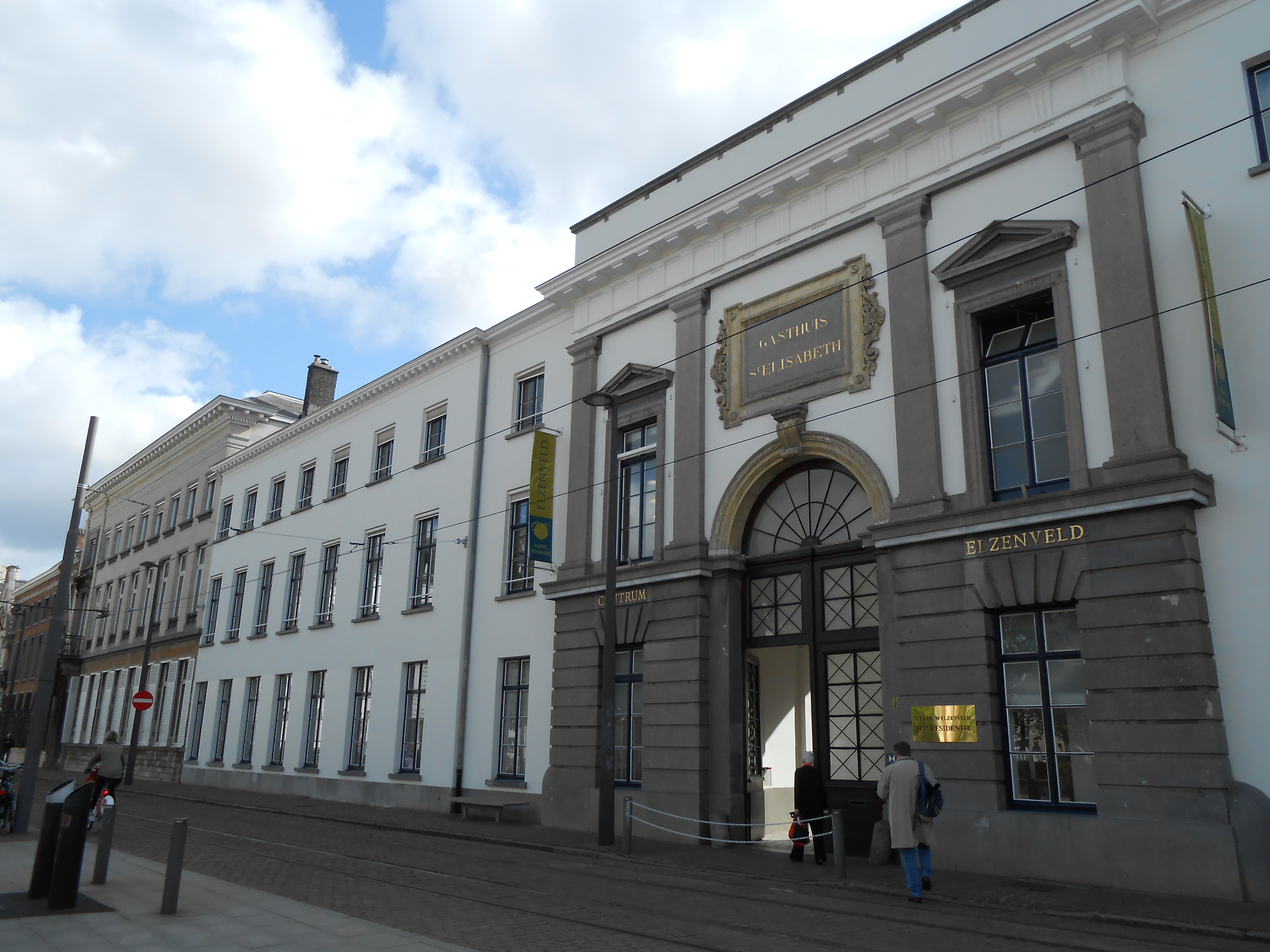
Gasthuis St. Elisabeth

Het Sint-Elisabethgasthuis in Antwerpen is het oudste ziekenhuis van de stad, met een oorsprong als gasthuis dat teruggaat tot de 12e eeuw. Momenteel is het ziekenhuis gespecialiseerd in geriatrie en revalidatie en maakte het deel uit van het Ziekenhuis Netwerk Antwerpen tot 2/07/2024. Sinds 03/07/2024 maakt het deel uit van het nieuwe ziekenhuisnetwerk ZAS (ziekenhuis aan de stroom). In 2027 zal het ziekenhuis sluiten, de diensten zullen overgebracht worden naar andere campussen.
In de voormalige kloostervertrekken van het gasthuis was tot 2019 het congres- en sociocultureel centrum Elzenveld gevestigd. In 2019 werd alles in erfpacht gegeven aan projectontwikkelaar Iret Development, en werd er na restauratie een luxehotel Botanic Sanctuary Antwerp met restaurants in ondergebracht.

## Geschiedenis

### Ontstaan
Met de ontwikkeling van de steden kreeg het hospitaalwezen vanaf de elfde en twaalfde eeuw een nieuwe functie. Het gasthuis stond niet enkel meer open voor passanten (xenodochia), maar ook voor zieken en hulpbehoevende ouderen of armen. Ook het Antwerpse gasthuis is van bij haar ontstaan niet enkel een domus hospitalis, maar uitdrukkelijk ook een domus hospitalis infirmorum. Op initiatief van de hertog en de Antwerpse schepenen en met de aalmoezen van de burgers werd tegen de Onze-Lieve-Vrouwekerk aan het Onze-Lieve-Vrouwgasthuis opgericht, waarvan de oudste vermelding dateert van 1204. Het werd opgericht zoals gebruikelijk was, als godsdienstig werk en kwam als dusdanig onder het bestuur van het parochiale kapittel.
Met de giften van gelovigen en daarmee aangekochte goederen kon men voor 7 vrouwen en 3 mannen prebenden voor de gasthuisdienst voorzien. Aanvankelijk werd deze bediening waargenomen door lekenbroeders en –zusters. In 1226 werd aan de paus het verzoek gericht tot het bouwen van een kapel en het aanstellen van een kapelaan. De grondbezitter Willem Nose stelde daartoe met zijn goed te Borsbeek een nieuwe kapelanieprebende ter beschikking. Van deze gelegenheid maakt de bisschop van Kamerijk gebruik om, zoals al in de andere Brabantse gasthuizen het geval was, in 1233 aan de gasthuisbroeders en –zusters een orderegel op te leggen (de Sint-Augustinusregel).
Het gasthuis zocht ook naar uitbreiding en verwierf in 1233 een grond ten zuiden van de Meir op het Elzenveld. De stad voegde er gemeenschapsgronden aan toe waarop het ziekenhuis werd gebouwd met refters, slaapzalen, kapel en kerkhof en kapelaanswoonst, stallingen en schuren en woningen voor inwonende pensionarissen. Het ziekenhuis verhuisde in 1238 naar het Elzenveld. Dat jaar wordt gewoonlijk als stichtingsjaar beschouwd voor het Sint-Elisabethgasthuis, genoemd naar de heilige Elisabeth van Hongarije. De hele 13e eeuw bleef evenwel de benaming Onze-Lieve-Vrouwgasthuis gebruikelijk. In de vroege 19de eeuw werd ook de naam burgerlijk gasthuis gebruikt. Het gasthuis werd opgebouwd als een zelfbedruipende boerderij, en daarom werden ook knechten en meiden in dienst genomen.

### Verdere ontwikkelingen
Het gasthuis, vanaf de 14e eeuw ook wel groot gasthuis genoemd, stond onder het bestuur van twee wereldlijke provisoren, aangeduid door de schepenen en sinds 1286 onder de geestelijke provisor de abt van de Sint-Michielsabdij. Steeds meer onroerende eigendommen werden verkregen in de Antwerpse omgeving, onder meer te Brecht, Wuustwezel, Ranst, Mortsel, Ekeren, Brasschaat, het huidige Peerdsbos, enz. Daarbij waren er veel pachthoeven en bossen voor de levering van hout en wild. Het systeem van de prebenden van gasthuisdienst bleek echter erg gevoelig voor misbruiken, aangezien het als bestaansmiddel of gunst erg gezocht was, ook zonder dat men zich geroepen voelde tot de gasthuisdienst zelf. In 1292 zette de bisschop van Kamerijk, Willem van Henegouwen, dan ook een slot op het aantal toe te wijzen prebenden.
Tegen de 15e eeuw waren de broeders verdwenen, maar bleef het verbod van de bisschop bestaan om meer dan 7 zusters te voorzien, hoewel het gasthuis ondertussen over steeds meer grond en inkomsten beschikte. Er waren bovendien veel zieken bijgekomen en de zusters lieten noodgedwongen veel verplegend werk uitvoeren door ingehuurde meiden. Pas na jarenlange klachten van de chirurgijnen en onder grote druk van de aalmoezeniers en van de stad, werd de gasthuisdienst in 1553 volledig gereorganiseerd en uitgebreid tot 24 zusters.
Herhaaldelijk kwam het gasthuis crisissen te boven, zoals de pestepidemie in 1438-39, waarbij praktisch alle zusters waren overleden. Het klooster en de pachthoeven buiten de stad werden in 1581 geplunderd door de calvinisten, en het bestuur werd pas in 1585 hersteld door de hertog van Parma, Alexander Farnese. In 1794 bezetten de Franse troepen Antwerpen en in 1803 werden de zusters definitief uit het gasthuis verdreven. In 1824 werden zij door Willem I opnieuw aangenomen voor de ziekenverzorging, maar het bestuur van het ziekenhuis was toen al volledig in handen van de Burgerlijke Godshuizen. Voor de militairen bouwde men het Militair Hospitaal Antwerpen.

### 19e eeuw
In de 19e eeuw had men te maken met verschillende cholera-epidemieën en met voortdurende overbevolking, onder meer als gevolg van het lage loonpeil en de slechte woonomstandigheden. In 1849 werden 1971 cholerapatiënten opgenomen waarvan meer dan de helft overleden.
Vaak diende het gasthuis als een soort winterverblijf voor ouderen. Het ziekenhuis werd wel uitgebreid van 450 naar 715 bedden, maar het aantal patiënten zou onophoudelijk stijgen van 1000 op het einde van het ancien régime tot 6000 in 1850. Veel patiënten konden dan ook slechts voor korte tijd opgenomen worden.
De moestuin/kruidentuin van het gasthuis werd een openbare plantentuin.